# Chaqā Narges
Chaqā Narges (persiska: چقا نرگس, Choqā Narges) är en ort i Iran.   Den ligger i provinsen Kermanshah, i den västra delen av landet, 500 km väster om huvudstaden Teheran. Chaqā Narges ligger 1 358 meter över havet och antalet invånare är 771.
Terrängen runt Chaqā Narges är varierad.Runt Chaqā Narges är det ganska tätbefolkat, med 185 invånare per kvadratkilometer. Närmaste större samhälle är Robāţ-e Māhīdasht, 10,3 km sydost om Chaqā Narges. Trakten runt Chaqā Narges består till största delen av jordbruksmark.